# 熊野神社 (目黒区)
熊野神社（くまのじんじゃ）は、東京都目黒区自由が丘にある神社。他の熊野神社と区別するため、地名を冠して自由が丘熊野神社（じゆうがおかくまのじんじゃ）等とも称される。

## 由緒
鎌倉時代以前の創建と伝えられている。熊野詣が盛んだった頃、地元の住民が講を作って熊野参りをして本宮の御分霊を拝受して創建したと伝えられる。寛政八年(1796年)に社殿改修棟札の写しが残っていることから、少なくともその時期までにはこの地に創建されていた。かつて一帯は「谷畑」と呼ばれ、当神社も通称「谷畑の権現さま」と呼ばれた。
境内には碑衾村村長で、村の耕地整理に貢献した、栗山久次郎（1935年建立）の銅像がある。

## 境内社
- 伏見稲荷神社

## アクセス
- 東急東横線・自由が丘駅徒歩約5分
- 拝観は無料。

## 参考資料
- 熊野神社公式ホームページ
- 熊野神社内掲示板